# Syndrome Larsen-Bourbon
Le syndrome Larsen-Bourbon est une maladie génétique rare endémique de La Réunion, où elle touche une cinquantaine de personnes. Il se différencie du syndrome de Larsen en ce que les malades souffrent en plus de nanisme.